# Mischungskorrosion
Unter Mischungskorrosion versteht man in der Geomorphologie und verwandten Wissenschaften die Korrosion von Kalkstein oder Dolomit, die durch das Mischen zweier kalkgesättigter Lösungen kohlensäurehaltigen Wassers bewirkt wird.

## Beschreibung
Aus Niederschlägen stammendes (meteorisches) Wasser, das durch Spalten tief in den Gesteinsuntergrund vorgedrungen ist, wurde auf dem Weg dorthin bereits mit Kalziumkarbonat (Kalk, CaCO3; bei Dolomit analog Kalzium-Magnesium-Karbonat CaMg(CO3)2) gesättigt, das heißt, es kann keinen Kalk mehr lösen. Trotzdem bilden sich in der Tiefe, an Stellen, wo sich Rinnsale in Haarrissen oder Spalten treffen, über lange Zeiträume, große Hohlräume ohne nennenswerte Zu- und Abflüsse. Auch entstehen Kolke in wassergefüllten Hohlräumen an solchen Stellen, wo durch einen Riss Wasser eingedrückt wird.
In aller Regel ist die Konzentration von Kohlendioxid (CO2, in Form von Kohlensäure H2CO3) – abhängig von der jeweiligen Temperatur – in den kalkgesättigten Wässern der verschiedenen Gerinne eines Höhlensystems unterschiedlich. Daher bildet sich an deren Zusammenfluss eine Lösung mit neuer Konzentration. Weil die Menge an gelöstem CaCO3 nicht linear mit der CO2-Konzentration im Wasser zunimmt, kann durch diese Mischlösung weiterer Kalk gelöst werden.

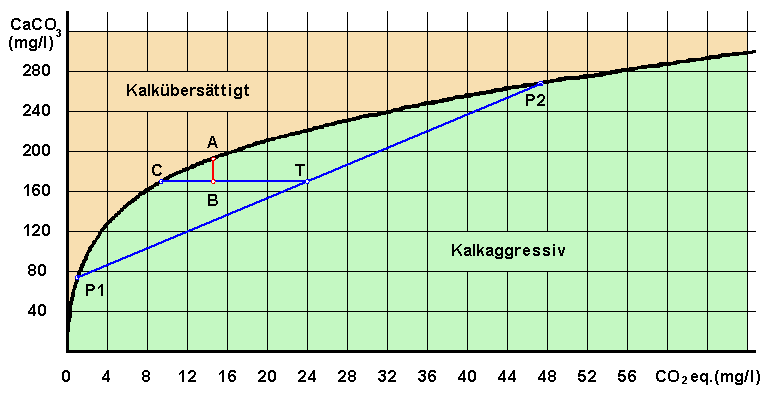
Mischungskorrosion nach Bögli (1963): Die Mischlösung mit der CO_{2}- und CaCO_{3}-Konzentration T, die aus zwei CaCO_{3}-gesättigten Lösungen mit den Konzentrationen P1 und P2 entstanden ist, liegt im kalkaggressiven Bereich.

Ausgangspunkt für die obige Abbildung ist die Reaktionsgleichung für die Lösung von Kalziumkarbonat durch Kohlensäure (vgl. Kohlensäureverwitterung):
{\displaystyle \mathrm {CaCO_{3}+H_{2}O+CO_{2}\rightarrow Ca^{2+}(aq)+2\ HCO_{3}^{-}(aq)} }.
Durch empirische Untersuchungen wurde ermittelt, bei welcher Stoffmasse an gelöstem CO2 welche Stoffmasse CaCO3 im Gleichgewichtszustand (Sättigung) in einer wässrigen Lösung vorliegt. Man erhielt so die schwarze Gleichgewichtskurve (Sättigungskurve) in der obigen Abbildung. Der Zusammenhang zwischen CO2-Konzentration und CaCO3-Sättigung ist augenscheinlich nicht linear.
Mischt man zwei gleiche Volumina von Karstwässern der Zusammensetzung P1 (in obigem Beispiel 1 mg/l CO2 und 74 mg/l CaCO3) und P2 (in obigem Beispiel 47 mg/l CO2 und 273 mg/l CaCO3), so erhält man eine Mischlösung, deren Zusammensetzung T den Mittelwerten der Konzentrationen P1 und P2 entspricht (in obigem Beispiel 24 mg/L CO2 und 173,5 mg/l CaCO3). T ist der Mittelpunkt der Strecke P1–P2. Demnach liegt T nicht auf der Gleichgewichtskurve, da diese keine Gerade ist. Daraus ergibt sich, dass die Mischung mit der Zusammensetzung T, obwohl sie aus zwei kalkgesättigten Wässern entstanden ist, nun an Kalk untersättigt ist und deshalb weiteren Kalk lösen kann. In phreatischen (wassergefüllten) Karsthohlräumen kann durch das Wasser kein zusätzliches CO2 aufgenommen werden. Das heißt, es kann nur so viel Kalk zusätzlich gelöst werden, wie durch den Mischungsvorgang an CO2 „frei“ geworden ist. Die Stoffmasse des durch den Mischungsvorgang neu für die Kalklösung zur Verfügung stehenden CO2 entspricht der Länge der Strecke CT.
Will man herausfinden, wie viel Kalk durch den Mischungsvorgang zusätzlich gelöst werden kann, so muss man berücksichtigen, dass zur Lösung einer Stoffmenge von 1 mmol CaCO3 1 mmol CO2 gebraucht wird (siehe Reaktionsgleichung oben), wobei 1 mmol CaCO3 einer Stoffmasse von 100 mg und 1 mmol CO2 einer Stoffmasse von 44 mg entsprechen. Zwischen beiden Größen besteht eine Proportionalität, und die dazugehörige Proportionalitätskonstante entspricht der Steigung der Geraden, die in obiger Grafik durch die Punkte (0;100) und (44;0) verliefe. Verschiebt man diese Gerade parallel zur y-Achse, sodass sie durch den Punkt T geht, schneidet sie die Gleichgewichtskurve im Punkt A. Der Abstand AB des Punktes A von der Strecke CT entspricht der Kalkmenge, die durch die Mischungskorrosion zusätzlich gelöst würde.